# Estadio Julio César Villagra
El Estadio Julio César Villagra, conocido popularmente como el Gigante de Alberdi, es un estadio de fútbol perteneciente al Club Atlético Belgrano, ubicado en la ciudad de Córdoba, Argentina. Se sitúa en la calle Arturo Orgaz, en el barrio de Alberdi.
Actualmente el estadio cuenta con una capacidad para 38500 espectadores . Recibe su nombre en honor al futbolista Julio César Villagra, ídolo del club.

## Nombre oficial
El nombre oficial es Julio César Villagra, en honor a uno de los grandes futbolistas que pasaron por la institución en la década de los 80 - 90´s. El estadio es popularmente conocido como el "Gigante de Alberdi” debido a su gran capacidad para la época en que fue construido.

## Inauguración
El 17 de marzo de 1929, Belgrano pudo cristalizar el sueño de contar con el estadio propio. Hasta ese momento, Córdoba tenía como escenario mayor a la cancha del Parque Sarmiento, donada por Silvestre Remonda a la Liga Cordobesa, cuya capacidad rondaba los 5.500 espectadores.
La idea de levantar el Gigante de Alberdi –como se lo conoció varios años más tarde– surgió a finales de 1927, por iniciativa del socio Carlos Courel, quien luego fuera vicepresidente del club. Fue él quien expuso la necesidad de dotar de tribunas al campo de juego ya existente y el 14 de noviembre de 1927 se le solicitó a Emilio Olmos, intendente de la ciudad, una ayuda económica para lograr ese objetivo.
La obra, cuyo valor rondó los 85 mil pesos, fue financiada por la Municipalidad de Córdoba, la que le otorgó un préstamo de 60 mil pesos, cifra que los dirigentes se comprometieron a devolver en cuotas de mil pesos bimensuales.
El proyectista fue Alfredo García Voglino y en la segunda licitación recién se acordó la obra a la firma Patiño y Fontaine Silva. En junio de 1928 dieron comienzo los trabajos y el 17 de marzo del año siguiente, ante 10.000 espectadores, se inauguraron las instalaciones con la presencia del gobernador de la provincia, José Antonio Ceballos.
Pero no fue afortunada la actuación del debut celeste en su flamante escenario. Estudiantes de La Plata, el célebre equipo de “Los Profesores”, como se conocía a su efectiva delantera, lo goleó 6 a 1. El local Nicolás Infante abrió el marcador a los 35 del primer tiempo.
El 17 de noviembre de ese año Belgrano consiguió dar su primera vuelta olímpica en el Gigante, luego de derrotar 2 a 0 a Nacional (hoy Libertad) por la penúltima fecha del Campeonato Oficial. Mientras que el 5 de diciembre de 1945 se estrenó el sistema de iluminación, jugando un partido amistoso contra Newell's Old Boys.

## Reinauguración
El 24 de mayo de 1997, el estadio se reinauguró después de varias modificaciones, entre ellas, el codo de la esquina que da a Arturo Orgaz y Tablada, en un enfrentamiento con el equipo Sub-20 Campeón del Mundo, dirigido por José Pekerman. Belgrano ganó ese partido 2 a 1. Esa noche se desplegó la bandera que hasta ese momento era la más grande del país, de 160.5 x 30 metros.
A partir del 9 de septiembre de 2017 y con gran aporte de los socios, quienes juntamente con el club financiaron el proyecto, Belgrano vuelve a jugar de local en el "gigante" luego de aproximadamente 1.410 días, pues no jugaba en el mismo desde el 25 de octubre de 2013.
El 12 de abril de 2023, nuevamente con el aporte de sus socios, el club celeste inauguró el nuevo sector "Super Celeste" en la platea Heredia. En un máster plan que integraría a su vez la construcción de nuevos vestuarios, modernización del sistema de riego, iluminación y el sector de prensa, además de nuevos palcos para dirigencia tanto local como visitante. El Julio César Villagra alcanzaría aumentar su capacidad para 1500 personas más, continuando el sueño de hacer su casa cada vez más "gigante". 
Finalizando con la primera etapa de remodelación, el Club Atlético Belgrano finalizaría la obra de la tribuna Cuellar, completando el pequeño tramo que le faltaba gracias a la adquisición de los terrenos que imposibilitaban dicha obra. Los socios piratas festejarían este acontecimiento el 28 de septiembre de 2024 con un triunfo por 2 a 0 ante Boca Juniors. 

## Sectores
Con un aforo de 38.500 espectadores es el segundo estadio más grande de la provincia de Córdoba, superado solo por el estadio Mario Alberto Kempes propiedad del Gobierno de la provincia de Córdoba.
| Sector                       | Ubicación | Capacidad |
| ---------------------------- | --------- | --------- |
| Popular Luis Justo Dalbes    | Norte     | 5000      |
| Preferencial Alfredo Escuti  | Sur       | 9000      |
| Platea Juan Carlos Heredia   | Oeste     | 10500     |
| Platea Tomás Rodolfo Cuellar | Este      | 14000     |